# Antoine Michaux
Pour les articles homonymes, voir Michaux.
Antoine Michaux, né le 23 octobre 1770 à Courmont (Aisne), mort le 30 décembre 1847 à Versailles (Yvelines), est un général français de la Révolution et de l’Empire.
Extrait des registres des baptêmes de la commune de Courmont, département de l’Aisne : L’an mil sept sept cens soixante dix le mercredy vingt quatre octobre a été baptisé par moi curé (Bedet) soussigné Antoine vue les minutes du légitime mariage de Antoine Michaux, Laboureur en cette paroisse et de Jeanne Thérèse Toulot son épouse ; le parrain Henry Michaux, laboureur…, oncle de l’enfant ; la maraine Marie-Louise Toulot, tante de l’enfant… .

## États de service
Il entre en service le 12 février 1794, à l’école du génie de Mézières, et il en sort lieutenant le 13 novembre 1794. Il passe capitaine de seconde classe le 21 mars 1795. De mai 1798 à septembre 1801, il participe à la Campagne d'Égypte, et il devient capitaine de première classe le 13 janvier 1799. Le 19 septembre 1799, il est nommé chef de bataillon provisoire, et de retour en France le 10 novembre 1801, il est confirmé dans son grade le 24 novembre suivant.
Le 26 juillet 1802, il est directeur adjoint des fortifications d’Anvers, et le 31 mars 1803, il commande le génie sur l’île de Walcheren. Il est fait chevalier de la Légion d’honneur le 14 juin 1804. Le 13 mars 1805, il prend les fonctions de directeur des fortifications de l’île d’Elbe, et il est promu major le 26 décembre suivant. Il est nommé colonel le 19 février 1808, et le 14 avril 1809, il est directeur des fortifications de la Corse, avant d’assumer la même fonction à Gênes en Italie le 25 janvier 1811. Il sert en Espagne, et il se distingue au siège de Valence en janvier 1812. Le 30 octobre 1812, il prend le commandement du génie de l’armée du Portugal, et il est blessé le 21 juin 1813, à la Bataille de Vitoria. Du 16 juillet 1813 au 6 avril 1814, il commande le génie de l’aile droite de l’armée des Pyrénées.
Lors de la première Restauration, le 22 juin 1814, il est appelé aux fonctions de directeur des fortifications à Antibes, le roi Louis XVIII le fait chevalier de Saint-Louis le 8 juillet 1814, et officier de la Légion d’honneur le 29 juillet suivant. Le 14 décembre 1814 il prend les mêmes fonctions à Toulon, et il est promu général de brigade le 16 janvier 1815.
Pendant les Cent-Jours, il prend le commandement du génie du 9e corps d’observation du Var le 23 avril 1815, et il est confirmé dans son grade par Napoléon le 28 avril suivant. Il est mis en non activité le 16 janvier 1816. Le 7 mai 1816, il est remis en activité, et il assume diverses fonctions au sein de l’inspection du génie jusqu’au 12 décembre 1832, où il est autorisé à prendre sa retraite. Il est fait commandeur de la Légion d’honneur le 29 octobre 1826.
Il est admis à la retraite le 22 août 1833, et il meurt le 30 décembre 1847, à Versailles.